# Sowjetische Badmintonmeisterschaft
Sowjetische Meisterschaften im Badminton (russisch Чемпионат СССР по бадминтону) wurden von 1963 bis 1991 ausgetragen. Einen Teamwettbewerb für Klubmannschaften gab es erst ab 1988. Zuvor ermittelten ab 1964 die Sowjetrepubliken untereinander einen Mannschaftsmeister. 1969 starteten die Juniorenmeisterschaften. Internationale Meisterschaften der UdSSR gab es ab 1973. Nach dem Zerfall der Sowjetunion starten Aserbaidschan, Armenien, Weißrussland, Estland, Georgien, Lettland, Litauen, Moldawien, Russland und die Ukraine eigene Meisterschaften innerhalb des Europäischen Badmintonverbandes EBU, während Kasachstan, Kirgisistan, Tadschikistan, Turkmenistan und Usbekistan eine neue Heimat im asiatischen Badmintonverband fanden.

## Die Einzelmeister
| Saison | Herreneinzel       | Dameneinzel          | Herrendoppel                           | Damendoppel                           | Mixed                                 |
| ------ | ------------------ | -------------------- | -------------------------------------- | ------------------------------------- | ------------------------------------- |
| 1963   | Nikolaj Sokolov    | Margarita Zarubo     | Nikolay Peshekhonov Anatoli Yershov    | Margarita Sarubo Serafima Smyshlayeva | Vladimir Demin Marina Demina          |
| 1964   | Nikolaj Nikitin    | Margarita Zarubo     | Nikolay Peshekhonov Anatoli Yershov    | Valentina Korovkina Natalya Avdyunina | Vladimir Demin Marina Demina          |
| 1965   | Konstantin Vavilov | Tatyana Novikova     | Vladimir Livshitz Juri Yermolayev      | Agneta Karzub Olympiada Marcheva      | Nikolai Nikitin Serafima Smyshlayeva  |
| 1966   | Konstantin Vavilov | Irina Natarova       | Konstantin Vavilov Evgenij Blitshteyn  | Nina Kosyak Tatyana Novikova          | Konstantin Vavilov Tatyana Kochetkova |
| 1967   | Konstantin Vavilov | Irina Natarova       | Konstantin Vavilov Nikolai Nikitin     | Nina Kosyak Tatyana Novikova          | Konstantin Vavilov Tatyana Kochetkova |
| 1968   | Konstantin Vavilov | Tatyana Novikova     | Konstantin Vavilov Nikolai Nikitin     | Nina Kosyak Ludmila Markova           | Viktor Shvachko Irina Natarova        |
| 1969   | Viktor Shvachko    | Irina Natarova       | Konstantin Vavilov Nikolai Nikitin     | Tatyana Kochetkova Tatyana Shmakova   | Viktor Shvachko Irina Natarova        |
| 1970   | Viktor Shvachko    | Irina Natarova       | Konstantin Vavilov Nikolay Peshekhonov | Irina Natarova Gundega Grīnuma        | Viktor Shvachko Irina Natarova        |
| 1971   | Viktor Shvachko    | Irina Natarova       | Konstantin Vavilov Nikolay Peshekhonov | Irina Natarova Nina Kosyak            | Viktor Shvachko Irina Natarova        |
| 1972   | Semyon Rozin       | Tatyana Kochetkova   | Konstantin Vavilov Nikolay Peshekhonov | Tatyana Kochetkova Tatyana Shmakova   | Nikolay Peshekhonov Tatyana Shmakova  |
| 1973   | Semyon Rozin       | Irina Shevchenko     | Konstantin Vavilov Nikolay Peshekhonov | Ludmila Markova Reet Valgmaa          | Konstantin Vavilov Natalja Damaskina  |
| 1974   | Konstantin Vavilov | Ludmila Markova      | Konstantin Vavilov Nikolay Peshekhonov | Ludmila Markova Reet Kull             | Konstantin Vavilov Natalja Damaskina  |
| 1975   | Anatoliy Skripko   | Natalja Damaskina    | Konstantin Vavilov Nikolay Peshekhonov | Irina Shevchenko Nadezhda Litvincheva | Nikolay Peshekhonov Irina Shevchenko  |
| 1976   | Konstantin Vavilov | Nadezhda Litvincheva | Konstantin Vavilov Nikolay Peshekhonov | Irina Shevchenko Nadezhda Litvincheva | Nikolay Peshekhonov Irina Shevchenko  |
| 1977   | Anatoliy Skripko   | Alla Zvonareva       | Viktor Shvachko Vladimir Nikiforov     | Alla Prodan Nadezhda Litvincheva      | Viktor Shvachko Nadezhda Litvincheva  |
| 1978   | Anatoliy Skripko   | Alla Prodan          | Konstantin Vavilov Nikolay Peshekhonov | Alla Prodan Nadezhda Litvincheva      | Viktor Shvachko Nadezhda Litvincheva  |
| 1979   | Vyacheslav Shukin  | Alla Prodan          | Konstantin Vavilov Nikolay Peshekhonov | Alla Prodan Nadezhda Litvincheva      | Anatoliy Skripko Svetlana Belyasova   |
| 1980   | Anatoliy Skripko   | Svetlana Belyasova   | Konstantin Vavilov Nikolay Peshekhonov | Svetlana Belyasova Natalja Maxakova   | Viktor Shvachko Nadezhda Litvincheva  |
| 1981   | Anatoliy Skripko   | Svetlana Belyasova   | Leonid Paikin Viktor Samarin           | Svetlana Belyasova Vard Poghosyan     | Viktor Shvachko Nadezhda Litvincheva  |
| 1982   | Anatoliy Skripko   | Tatyana Litvinenko   | Konstantin Vavilov Nikolay Peshekhonov | Alla Prodan Nadezhda Litvincheva      | Viktor Shvachko Nadezhda Litvincheva  |
| 1983   | Vitaliy Shmakov    | Tatyana Litvinenko   | Radij Bilalow Viktor Samarin           | Svetlana Belyasova Ludmila Suslo      | Vitaliy Shmakov Svetlana Belyasova    |
| 1984   | Vitaliy Shmakov    | Svetlana Belyasova   | Vitaliy Shmakov Anatoliy Skripko       | Svetlana Belyasova Vlada Belyutina    | Vitaliy Shmakov Svetlana Belyasova    |
| 1985   | Vitaliy Shmakov    | Tatyana Litvinenko   | Andrei Antropow Sergey Sevryukov       | Tatyana Litvinenko Viktoria Pron      | Andrei Antropow Viktoria Pron         |
| 1986   | Andrei Antropow    | Irina Rozhkova       | Andrei Antropow Sergey Sevryukov       | Tatyana Litvinenko Elena Rybkina      | Andrei Antropow Svetlana Belyasova    |
| 1987   | Andrei Antropow    | Vlada Belyutina      | Andrei Antropow Sergey Sevryukov       | Svetlana Belyasova Elena Rybkina      | Andrei Antropow Viktoria Pron         |
| 1988   | Andrei Antropow    | Elena Rybkina        | Andrei Antropow Sergey Sevryukov       | Viktoria Pron Tatyana Litvinenko      | Vitaliy Shmakov Viktoria Pron         |
| 1989   | Andrei Antropow    | Elena Rybkina        | Andrei Antropow Nikolai Sujew          | Elena Rybkina Vlada Chernyavskaya     | Andrei Antropow Elena Rybkina         |
| 1990   | Nikolai Sujew      | Elena Rybkina        | Andrei Antropow Nikolai Sujew          | Elena Rybkina Vlada Chernyavskaya     | Vitaliy Shmakov Vlada Chernyavskaya   |
| 1991   | Andrei Antropow    | Elena Rybkina        | Andrei Antropow Pawel Uwarow           | Elena Rybkina Tatyana Khokhlova       | Vladimir Smolin Tatyana Arefyeva      |